# Аден (мухафаза)
Аден (араб.  عَدَنْ‎) — одна из 21 мухафазы Йемена. Площадь составляет 1114 км². Административный центр — город-порт Аден.

## География
Расположена на юго-западе страны, граничит с мухафазой Лахдж (на севере). На юге омывается водами Аденского залива Аравийского моря. Ранее мухафазе принадлежал также архипелаг Сокотра, который в 2004 году был включён в состав мухафазы Хадрамаут.

## Транспорт
Проходят трассы, соединяющие Аден с Эль-Мукалла и Таиз, на трассе расположены города Эш-Шайх-Осман и Мединат-Эш-Шаб. Прочие города соединены второстепенными дорогами. В городе Аден расположен международный аэропорт и морской порт.

## Экономика
Аден — самый большой порт на южном побережье Йемена, промышленный центр мухафазы Аден и один из центров страны, где ведущую роль играет нефтеперерабатывающая промышленность. С/х представлено культивацией зерновых и технических культур, мясо-молочным и кочевым животноводством.

## Население
По данным на 2013 год численность населения составляет 788 537 человек.
Динамика численности населения мухафазы по годам:
| 1988    | 1994    | 2004    | 2013    |
| ------- | ------- | ------- | ------- |
| 326 900 | 404 257 | 590 413 | 788 537 |